# 灣區發展

集团前標誌

深圳投控灣區發展有限公司（港交所：0737、港交所：80737（人民幣結算），OTCBB：HHILY
；英語：）是一家在香港交易所上市的工業公司。主要業務是於中國倡議、推動、發展及經營策略性重點高速公路、隧道、橋樑及相關基建項目。公司在開曼群島註冊，主席為劉征宇，前身為「合和公路基建有限公司」。
現時合和公路基建營運的收費高速公路包括廣深高速公路和广珠西线高速公路一期及二期。另外，合和公路基建於2007年9月以17.255億元人民幣出售其於廣州東南西環高速公路項目的45%權益予廣州市通達高速公路有限公司。
而在2012年10月24日，合和公路基建計劃以每股3.15元至3.29元人民幣，配售1.2億股新股，集資2.205億元至2.303億元人民幣，成為匯賢產業信託後，再有企業以雙幣方式上市。
2017年12月29日合和實業以每股4.8港元出售所持合和基建全部約20.55億股，佔已發行股本約66.69%，涉資98.65億港元，深圳市投资控股有限公司自此控股基建。

## 外部連結
- sihbay.com